# Resultados do Carnaval de Maricá
Resultados do Carnaval de Maricá.

## 2001
- 1- Tradição de Maricá - 186,5 pontos [1]
- 2- Flor do Imbassaí - 183,5 pontos.
- 3- Acadêmicos de Araçatiba - pontos
- Acadêmicos da Vila - pontos
- 5- União Imperial - 176,5 pontos
- 6- União Pedreirense - 167 pontos
- 7- Mocidade Imperial - 94,5 pontos.

Blocos
1- Bloco da Graxa - 95 pontos. 
2- Bloco da Flor do Imbassaí - 45 pontos.

## 2003
| Grupo Especial  | Grupo Especial          | Grupo Especial | Grupo Especial | Grupo Especial |
| Colocação       | Escola                  | Pontos         | Nota           | Ref.           |
| --------------- | ----------------------- | -------------- | -------------- | -------------- |
| 1º              | Tradição de Maricá      | 193            |                | [ 2 ]          |
| 2º              | Flor do Imbassaí        | 188,5          |                | [ 2 ]          |
| 3º              | Camisa Azul e Branco    | 167,5          |                | [ 2 ]          |
| 4º              | Acadêmicos de Araçatiba | 166            |                | [ 2 ]          |
| 5º              | Unidos da Graxa         | 151            | Rebaixada      | [ 2 ]          |
| Grupo de Acesso |                         |                |                |                |
| Colocação       | Escola                  | Pontos         | Nota           | Ref.           |
| 1º              | Unidos de Itaipuaçu     | 197            | Promovida      | [ 2 ]          |
| 2º              | Unidos da Mumbuca       | 180,5          |                | [ 2 ]          |
| 3º              | Império de Maricá       | 173            |                | [ 2 ]          |
| 4º              | Flor de Maricá,         | 162,5          |                | [ 2 ]          |
| 5º              | Mocidade Imperial       | 160            |                | [ 2 ]          |

## 2004
| Grupo Especial | Grupo Especial     | Grupo Especial | Grupo Especial | Grupo Especial |
| Colocação      | Escola             | Pontos         | Nota           | Ref.           |
| -------------- | ------------------ | -------------- | -------------- | -------------- |
| 1º             | Flor do Imbassaí   | 187,5          |                | [ 3 ]          |
| 2º             | Tradição de Maricá | 186,5          |                | [ 3 ]          |
| Grupo I        |                    |                |                |                |
| Colocação      | Escola             | Pontos         | Nota           | Ref.           |
| 1º             | Unidos da Mombuca  | 198            | Promovida      | [ 3 ]          |

## 2005
- 1- Tradição de Maricá

## 2006
- 1- Tradição de Maricá

## 2007
| Grupo Especial  | Grupo Especial            | Grupo Especial | Grupo Especial |
| Colocação       | Escola                    | Nota           | Ref.           |
| --------------- | ------------------------- | -------------- | -------------- |
| 1º              | Tradição de Maricá        |                | [ 4 ]          |
| 2º              | Acadêmicos de Araçatiba   |                | [ 4 ]          |
| 3º              | Unidos do Saco das Flores |                | [ 4 ]          |
| 4º              | Unidos da Mumbuca         | Rebaixada      | [ 4 ]          |
| Grupo de acesso |                           |                |                |
| Colocação       | Escola                    | Nota           | Ref.           |
| 1º              | Inocentes de Maricá       | Promovida      | [ 4 ]          |
| 2º              | Camisa Azul e Branco      | Promovida      | [ 4 ]          |
| 3º              | Flor do Imbassaí          |                | [ 4 ]          |
| 4º              | Mocidade Imperial         |                | [ 4 ]          |